# George Preca
Sveti George (Ġorġ) Preca (Valletta, 12. veljače 1880. – Santa Venera, 26. srpnja 1962.), malteški katolički svećenik, utemeljitelj Družbe kršćanskoga nauka. Prvi je malteški svetac. 

## Životopis
Zaređen je za svećenika 22. prosinca 1906. Posvetio se od početka vjerskom odgoju mladih laika. Osnovao je Družbu kršćanskoga nauka, koja i danas djeluje u Europi, Africi i Australiji. George Preca smatra se pretečom apostolata laika, koji je nakon Drugog vatikanskog koncila, postao sastavni dio Apostolata Katoličke Crkve. Središnja misao njegove duhovnosti i teologije bilo je utjelovljenje: "I Riječ je tijelom postala" (Iv 1,1).
Kao dijete počeo je nositi škapular. Kao odrasla osoba želio je više slijediti Blaženu Djevicu Mariju i tako se pridružio Trećem redu karmelićana 1918. godine. Autor je više od 140 djela, od kojih su neka prevedena na engleski. Smatra se "drugim apostolom Malte" (prvi apostol bio je sv. Pavao).
Papa Ivan Pavao II. proglasio ga je blaženim 9. svibnja 2001. zajedno s Nazjuom Falzonom i redovnicom Marijom Adeodatom Pisani. Papa Benedikt XVI. proglasio ga je svetim 3. lipnja 2007. Tijelo mu je ostalo neraspadnuto